# Oscar 2024
A 96.ª cerimônia de entrega dos Academy Awards, ou Oscars 2024 (no original em inglês: 96th Academy Awards), foi apresentada pela Academia de Artes e Ciências Cinematográficas (AMPAS) e homenageou os melhores atores, técnicos e filmes de 2023. Ocorreu no Teatro Dolby, em Los Angeles, Califórnia, em 10 de março de 2024. A cerimônia, transmitida nos Estados Unidos pela ABC, foi produzida por Raj Kapoor e Katy Mullan, com Hamish Hamilton selecionado como diretor. O comediante Jimmy Kimmel apresentou a cerimônia pela quarta vez, após as edições de 2017, 2018 e 2023.
As indicações foram anunciadas em 23 de janeiro de 2024: Oppenheimer liderou com 13 indicações, seguido por Poor Things e Killers of the Flower Moon com 11 e 10, respectivamente. Oppenheimer ganhou sete prêmios principais, incluindo o Melhor Filme. Outros grandes vencedores foram Poor Things com quatro prêmios e The Zone of Interest com dois. American Fiction, Anatomie d'une chute, Barbie, Kimitachi wa Dō Ikiru ka, Godzilla Minus One, The Holdovers, The Last Repair Shop, 20 dniv u Mariupoli, War Is Over! e The Wonderful Story of Henry Sugar ganharam um prêmio cada.
Em eventos relacionados, a Academia realizou sua 14.ª cerimônia anual do Governors Awards, apresentada por John Mulaney, no Ray Dolby Ballroom no Ovation Hollywood em 9 de janeiro de 2024. Os Prêmios Científicos e Técnicos da Academia foram entregues pela apresentadora Natasha Lyonne em 23 de fevereiro de 2024, no Museu da Academia de Artes e Ciências Cinematográficas em Los Angeles. Uma transmissão ao vivo de língua de sinais americana foi transmitida na página da Academia no YouTube com vídeos de intérpretes.

## Vencedores e indicados
Os indicados ao Oscar 2024 foram anunciados em 23 de janeiro de 2024, pelos atores Zazie Beetz e Jack Quaid no Samuel Goldwyn Theater em Beverly Hills. Os vencedores foram anunciados durante a cerimônia de premiação em 10 de março de 2024 na ABC.
O fenômeno cultural Barbenheimer recebeu um total de vinte e uma indicações: oito para Barbie e treze para Oppenheimer. Os dois filmes competiam entre si em seis categorias, incluindo na de Melhor Filme. O fenômeno Barbenheimer recebeu oito prêmios: um para Barbie (o de Melhor Canção Original) e sete para Oppenheimer (incluindo o de Melhor Filme, Melhor Diretor e Melhor Ator).
Com Maestro, Steven Spielberg estendeu seu recorde de maior número de indicações para o prêmio de Melhor Filme com 13 no total. O co-roteirista/diretor/estrela do filme, Bradley Cooper, que se tornou a décima quinta pessoa que foi diretor do filme em que recebeu uma indicação de Melhor Ator por A Star Is Born (2018), agora se tornou a quinta pessoa a ter feito isso mais de uma vez. Aos 81 anos, Martin Scorsese, diretor do filme Killers of the Flower Moon, recebeu sua décima indicação para Melhor Diretor, obtendo mais indicações ao Oscar nessa categoria (incluindo uma vitória anterior) do que qualquer pessoa viva. Scorsese também se tornou a pessoa mais velha indicada para Melhor Diretor, superando John Huston, que tinha 79 anos. Dois diretores receberam suas primeiras indicações à respectiva categoria: Jonathan Glazer e Justine Triet. Glazer se tornou o primeiro britânico indicado para o trio de direção, roteiro e Melhor Filme Internacional; Triet se tornou a oitava mulher indicada para Melhor Diretora, ao mesmo tempo que compartilhou sua indicação de Melhor Roteiro Original com seu marido, Arthur Harari, que também foi indicado pela primeira vez.
Emma Stone se tornou a segunda atriz e produtora, depois de Frances McDormand por Nomadland em 2021, a receber indicações para Melhor Atriz e Melhor Filme pelo mesmo filme (Poor Things) no mesmo ano. Este também é o primeiro ano em que três diretoras viram seus filmes receberem indicações de Melhor Filme: Gerwig com Barbie, Song com Past Lives e Triet com Anatomie d'une chute. Pelo quinto ano consecutivo, pelo menos um dos indicados para Melhor Filme foi dirigido por uma mulher. Para os indicados para atuação deste ano, dez atores receberam suas primeiras indicações ao Oscar: Emily Blunt, Danielle Brooks, Sterling K. Brown, Colman Domingo, America Ferrera, Lily Gladstone, Sandra Hüller, Cillian Murphy, Da'Vine Joy Randolph e Jeffrey Wright. Houve também um número recorde de personagens LGBTQ+ entre as atuações indicadas, com um total de sete. Isso incluiu interpretações de Colman Domingo, Jodie Foster e Lily Gladstone. Por sua interpretação de Mollie Burkhart em Killers of the Flower Moon, Gladstone se tornou a primeira atriz indígena de ascendência americana a ser indicada ao Oscar. Danielle Brooks se tornou a segunda atriz indicada por interpretar Sofia em The Color Purple, após a indicação ao Oscar de Oprah Winfrey no filme original de 1985.
Os escritores casados Samy Burch e Alex Mechanik compartilharam suas primeiras indicações ao Oscar; outros indicados pela primeira vez como roteirista incluem David Hemingson, Cord Jefferson e Celine Song. Song também se tornou a primeira mulher asiática indicada para o prêmio de Melhor Roteiro Original. No geral, seis casais receberam indicações que compartilharam em conjunto para suas respectivas categorias. Além das duplas de roteiristas mencionadas mais acima, Greta Gerwig e Noah Baumbach foram indicados juntos por compor o roteiro da Barbie – e agora ambos receberam tanto uma indicação para Melhor Roteiro Original como para Melhor Roteiro Adaptado. Outros casais incluem: os produtores de Barbie, Margot Robbie e Tom Ackerley; os produtores de Oppenheimer, Christopher Nolan (também indicado para direção e roteiro) e Emma Thomas; e Jared Hess e Jerusha Hess, indicados para Melhor Curta de Animação.
Com 91 anos, John Williams ampliou seu recorde de maior número de indicações ao Oscar (54) para qualquer pessoa viva, com sua indicação à Melhor Trilha Sonora por Indiana Jones and the Dial of Destiny. Thelma Schoonmaker, editora de Killers of the Flower Moon, conquistou sua nona indicação para Melhor Montagem, superando o recorde de maior número de indicações nesta categoria. As indicações para Melhor Som e Melhores Efeitos Visuais para Mission: Impossible – Dead Reckoning Part One e Melhores Efeitos Visuais para Godzilla Minus One marcaram a primeira vez na história que um filme da franquia Mission: Impossible e da franquia Godzilla foi indicado para um Oscar.
Billie Eilish e Finneas O'Connell, que ganharam o prêmio de Melhor Canção Original, depois de vencê-lo anteriormente em 2022, tornaram-se os mais jovens vencedores de dois Oscars na história (com 22 e 26 anos, respectivamente). Killers of the Flower Moon se tornou o terceiro filme de Scorsese a ser indicado em dez categorias e não ganhar um único prêmio, depois de Gangs of New York e The Irishman. The Zone of Interest se tornou o primeiro filme britânico em língua não inglesa a vencer nas categorias de Melhor Filme Internacional e Melhor Som. Kimitachi wa Dō Ikiru ka se tornou o segundo anime tradicionalmente desenhado à mão e a segunda animação em língua não inglesa a ganhar o prêmio de Melhor Filme de Animação, com o diretor Hayao Miyazaki sendo o primeiro diretor asiático a ganhar esta categoria duas vezes e, aos 83 anos de idade, o diretor mais velho a ganhar o prêmio de Melhor Filme de Animação. Além disso, Kimitachi wa Dō Ikiru ka se tornou o primeiro filme de animação adulta (não indicado para menores de 13 anos) a ganhar o prêmio de Melhor Filme de Animação; todos os vencedores anteriores foram classificados como G ou PG. Godzilla Minus One se tornou o primeiro filme japonês, asiático e o segundo filme em língua não inglesa (depois de Im Westen nichts Neues em 2023) a ser indicado à categoria de Melhores Efeitos Visuais, assim como o primeiro a vencer esta categoria. Além disso, Takashi Yamazaki se tornou o primeiro diretor desde Stanley Kubrick (por 2001: A Space Odyssey em 1969), e Kiyoko Shibuya se tornou a primeira mulher negra a vencerem esta categoria.

### Prêmios
|   | Indica o(s) vencedor(es) de cada categoria. |
| † | Indica uma nomeação póstuma                 |

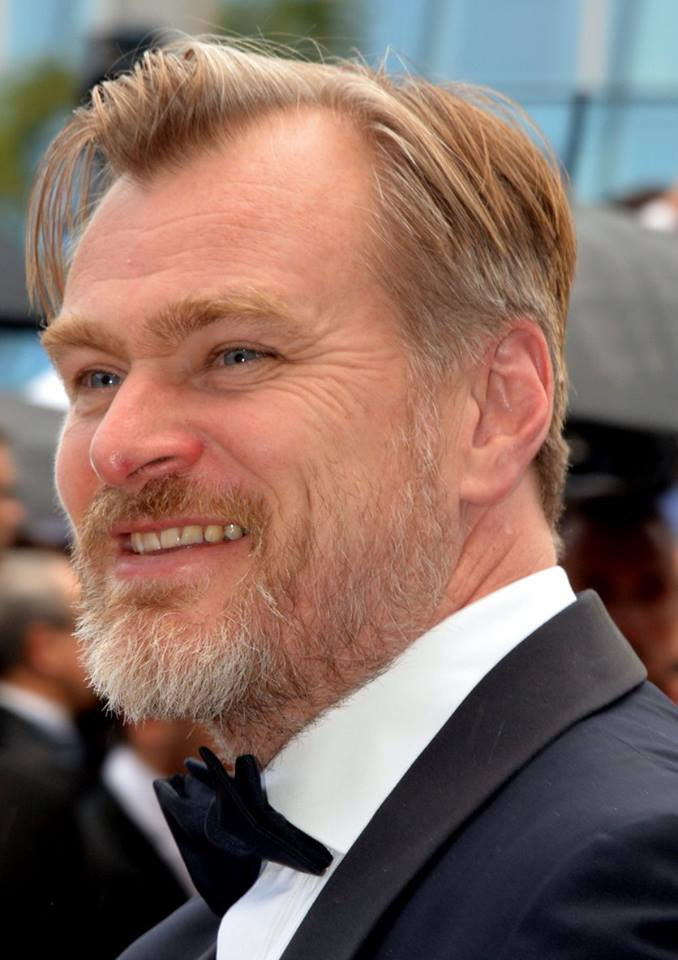
Christopher Nolan, co-vencedor de Melhor Filme e vencedor de Melhor Diretor

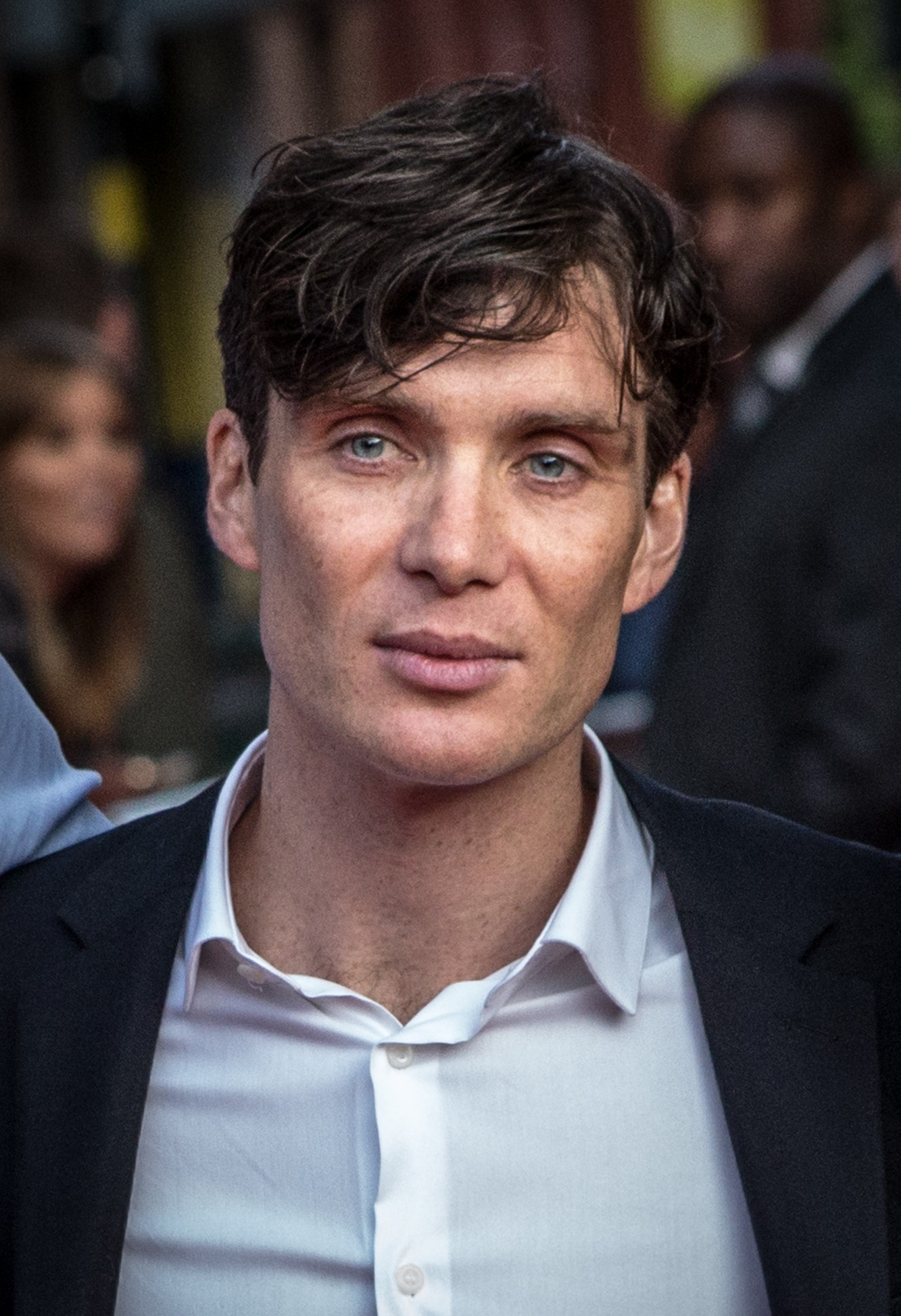
Cillian Murphy, vencedor de Melhor Ator

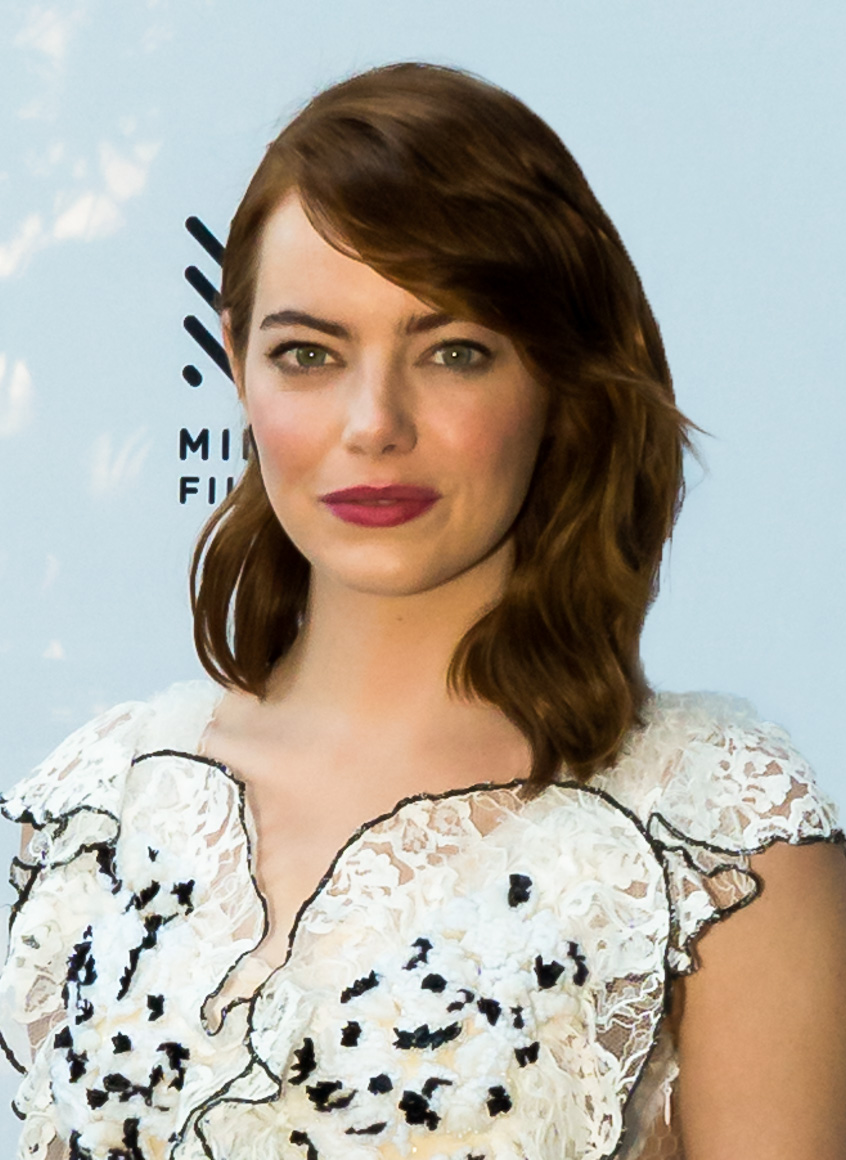
Emma Stone, vencedora de Melhor Atriz

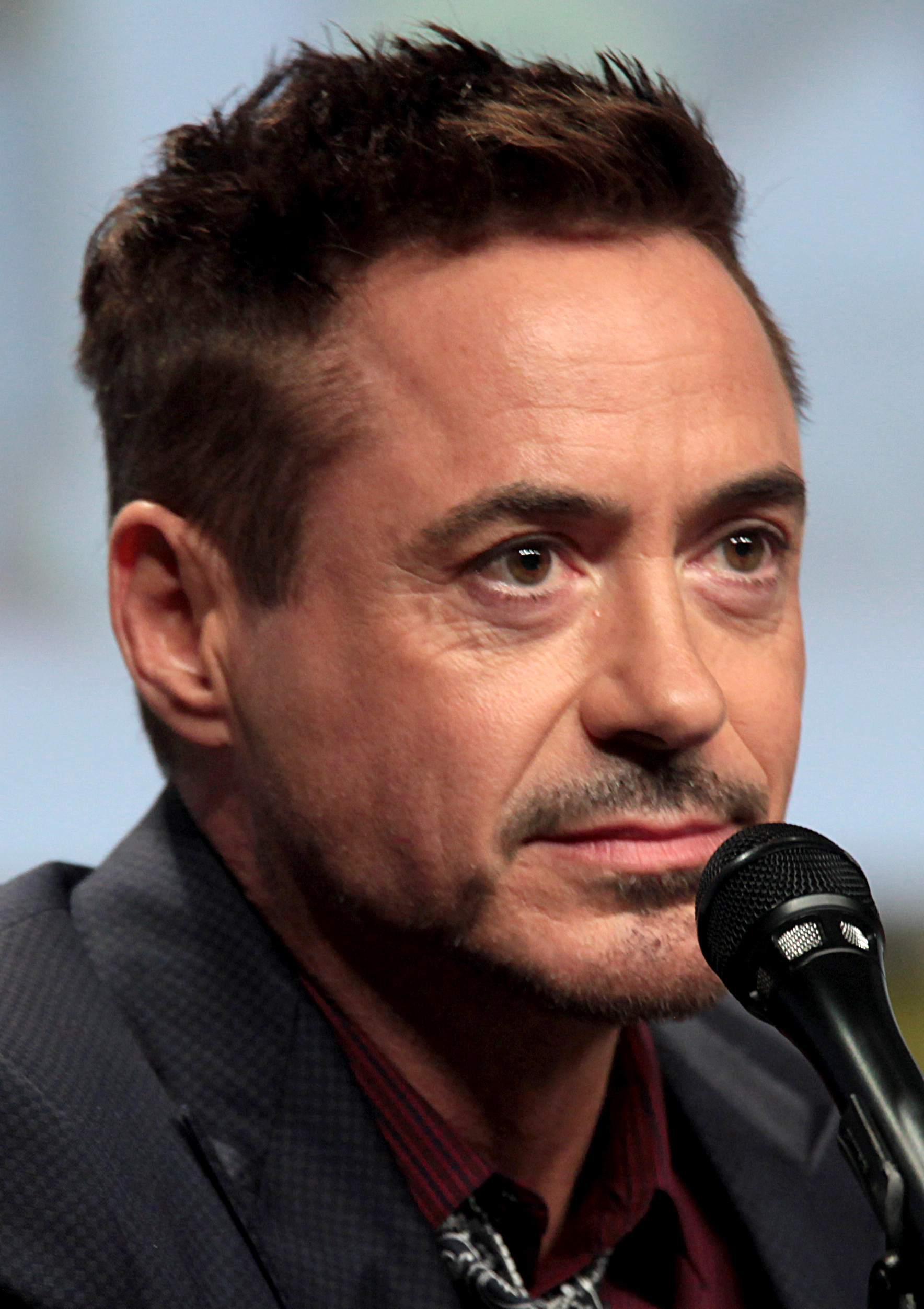
Robert Downey Jr., vencedor de Melhor Ator Coadjuvante

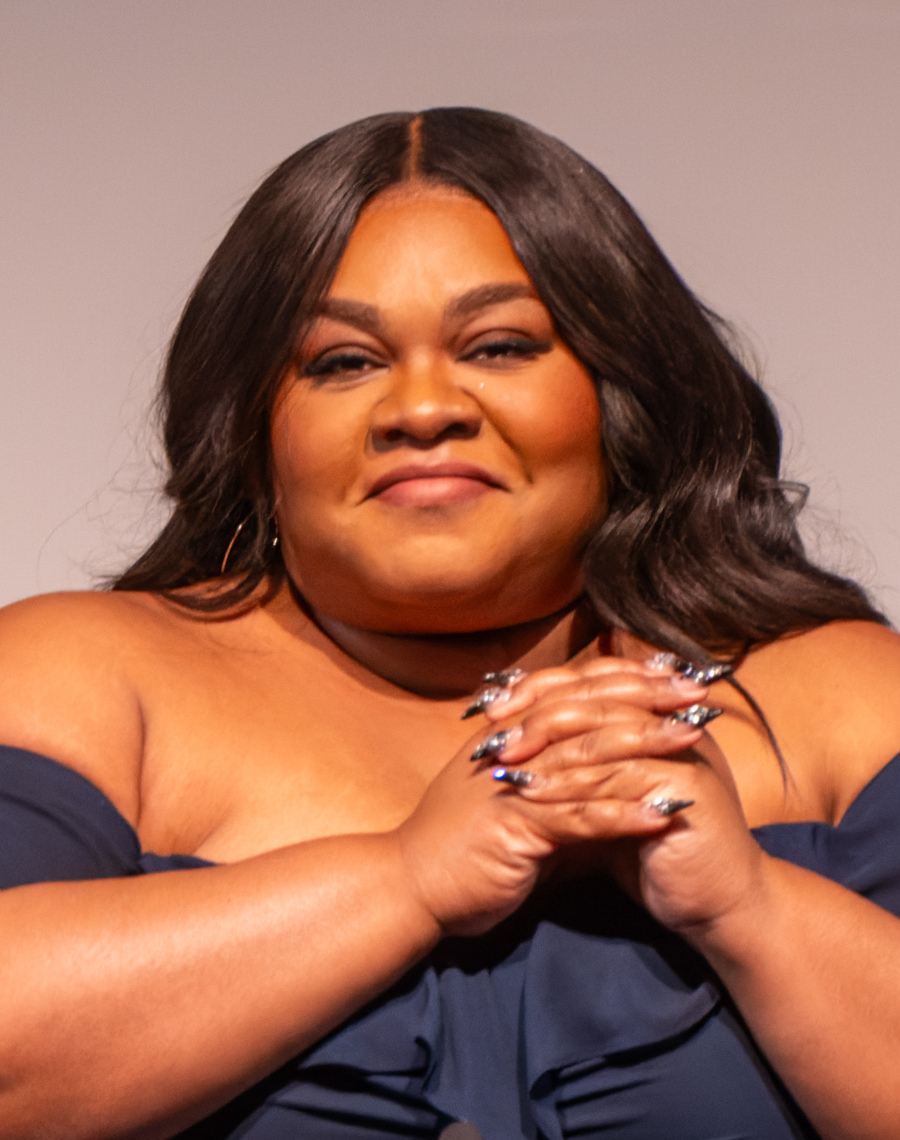
Da'Vine Joy Randolph, vencedora de Melhor Atriz Coadjuvante

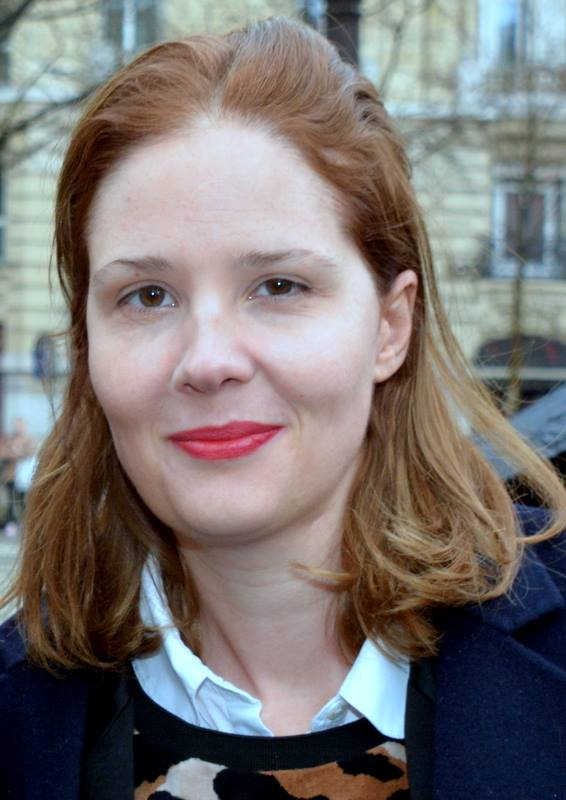
Justine Triet, co-vencedora de Melhor Roteiro Original

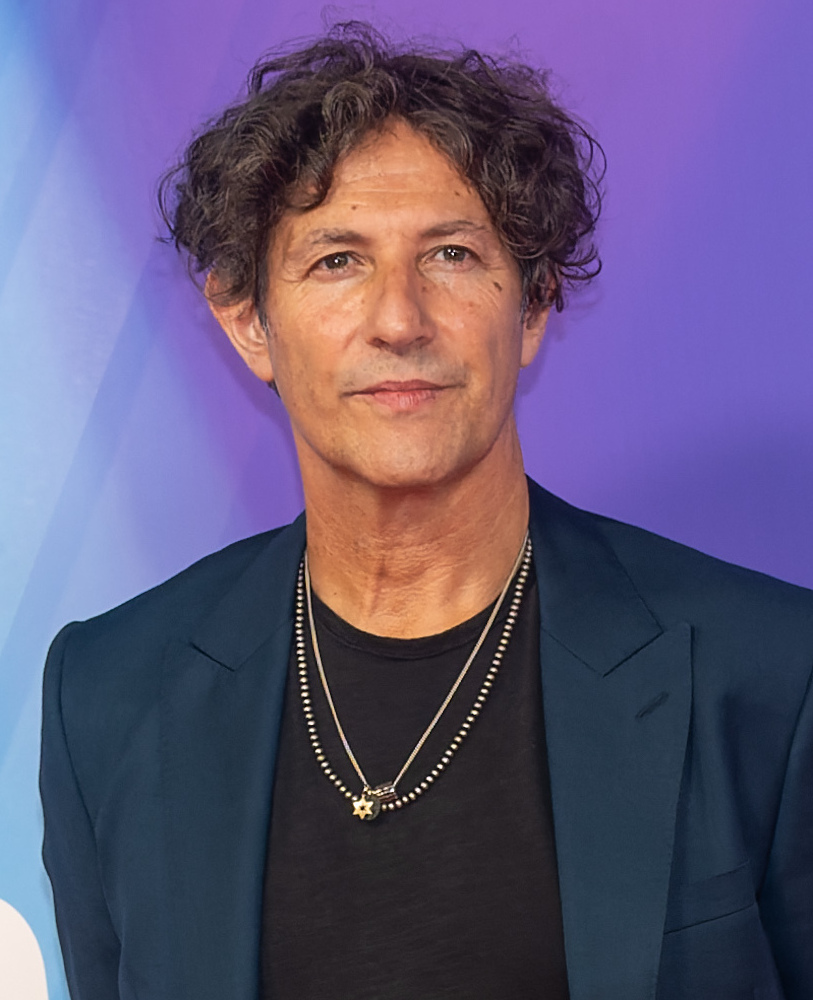
Jonathan Glazer, vencedor de Melhor Filme Internacional

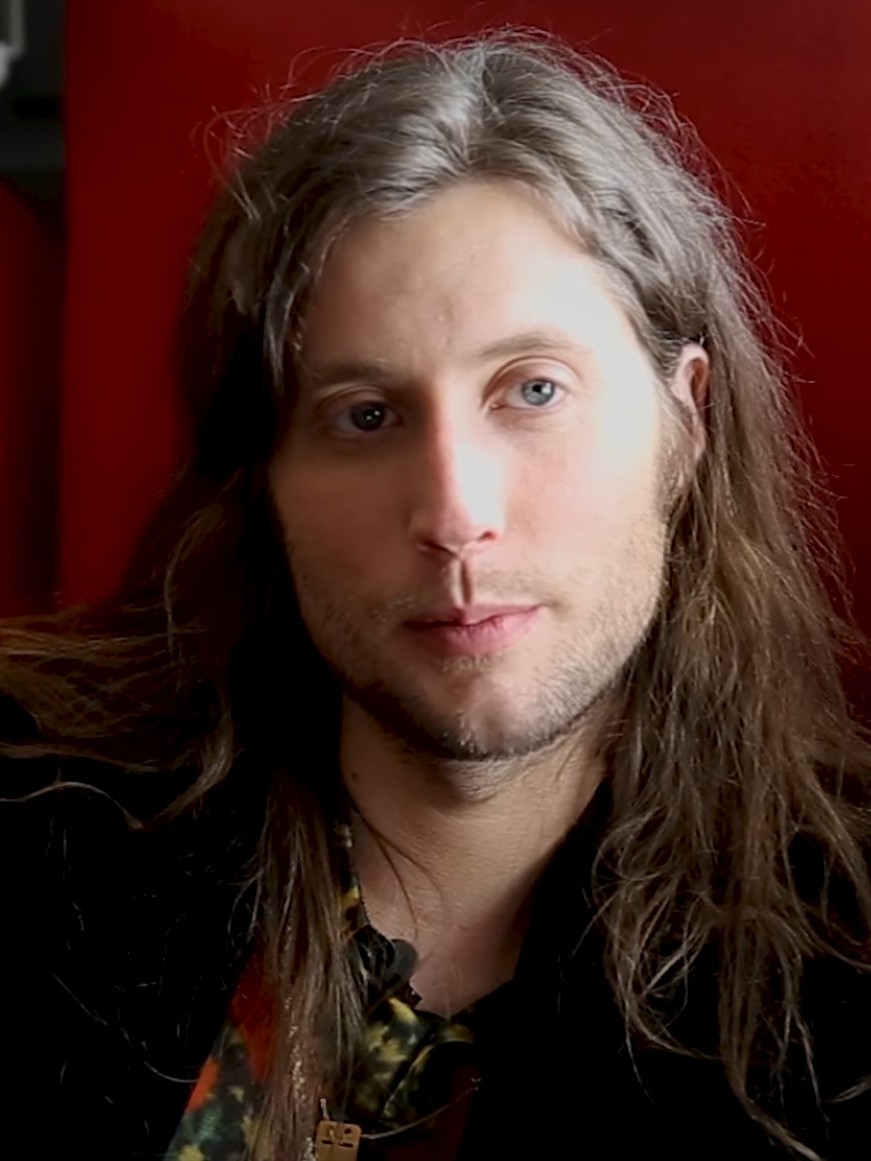
Ludwig Göransson, vencedor de Melhor Trilha Sonora

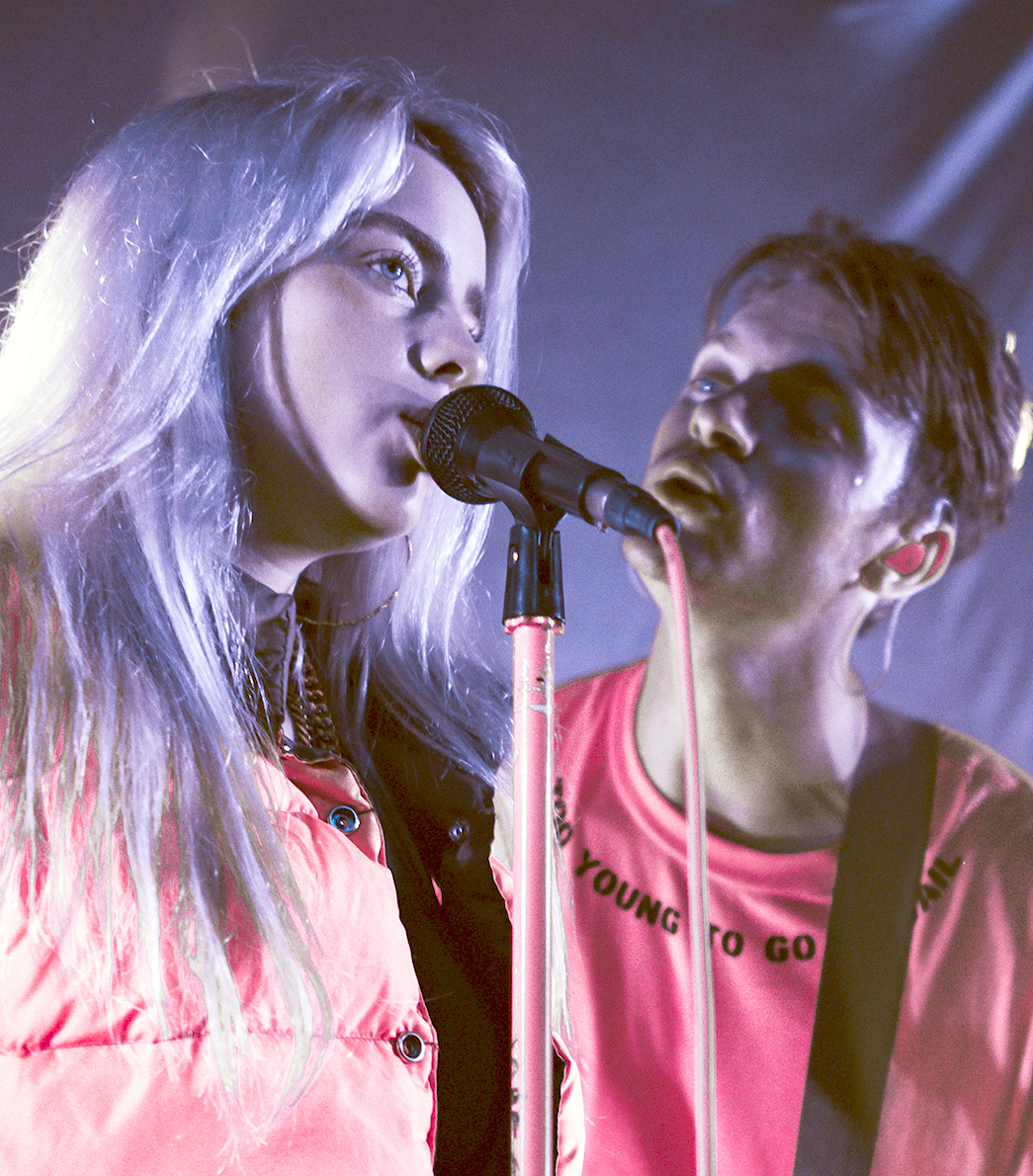
Billie Eilish e Finneas O'Connell, vencedores de Melhor Canção Original

| Melhor Filme Oppenheimer – Emma Thomas, Charles Roven e Christopher Nolan - American Fiction – Ben LeClair, Nikos Karamigios, Cord Jefferson e Jermaine Johnson - Anatomie d'une chute – Marie-Ange Luciani e David Thion - Barbie – David Heyman, Margot Robbie, Tom Ackerley e Robbie Brenner - The Holdovers – Mark Johnson - Killers of the Flower Moon – Dan Friedkin, Bradley Thomas, Martin Scorsese e Daniel Lupi - Maestro – Bradley Cooper, Steven Spielberg, Fred Berner, Amy Derning e Kristie Macosko Krieger - Past Lives – David Hinojosa, Christine Vachon e Pamela Koffler - Poor Things – Ed Guiney, Andrew Lowe, Yorgos Lanthimos e Emma Stone - The Zone of Interest – James Wilson | Melhor Diretor/Realizador Christopher Nolan – Oppenheimer - Justine Triet – Anatomie d'une chute - Martin Scorsese – Killers of the Flower Moon - Yorgos Lanthimos – Poor Things - Jonathan Glazer – The Zone of Interest |
| Melhor Ator/Actor (Principal) Cillian Murphy – Oppenheimer como J. Robert Oppenheimer - Bradley Cooper – Maestro como Leonard Bernstein - Colman Domingo – Rustin como Bayard Rustin - Paul Giamatti – The Holdovers como Paul Hunham - Jeffrey Wright – American Fiction como Thelonius "Monk" Ellison | Melhor Atriz/Actriz (Principal) Emma Stone – Poor Things como Bella Baxter / Victoria Blessington - Annette Bening – Nyad como Diana Nyad - Lily Gladstone – Killers of the Flower Moon como Mollie Burkhart - Sandra Hüller – Anatomie d'une chute como Sandra Voyter - Carey Mulligan – Maestro como Felicia Montealegre Bernstein |
| Melhor Ator/Actor Coadjuvante/Secundário Robert Downey Jr. – Oppenheimer como Lewis Strauss - Sterling K. Brown – American Fiction como Clifford "Cliff" Ellison - Robert De Niro – Killers of the Flower Moon como William King Hale - Ryan Gosling – Barbie como Ken - Mark Ruffalo – Poor Things como Duncan Wedderburn | Melhor Atriz/Actriz Coadjuvante/Secundária Da'Vine Joy Randolph – The Holdovers como Mary Lamb - Emily Blunt – Oppenheimer como Katherine "Kitty" Oppenheimer - Danielle Brooks – The Color Purple como Sofia Johnson - America Ferrera – Barbie como Gloria - Jodie Foster – Nyad como Bonnie Stoll |
| Melhor Argumento/Roteiro Original Anatomie d'une chute – Justine Triet e Arthur Harari - The Holdovers – David Hemingson - Maestro – Bradley Cooper e Josh Singer - May December – Samy Burch e Alex Mechanik - Past Lives – Celine Song | Melhor Argumento/Roteiro Adaptado American Fiction – Cord Jefferson; basedo no romance Erasure de Percival Everett - Barbie – Greta Gerwig e Noah Baumbach; basedo nos personagens criado por Ruth Handler - Oppenheimer – Christopher Nolan; basedo na biografia American Prometheus de Kai Bird e Martin J. Sherwin - Poor Things – Tony McNamara; basedo no romance de Alasdair Gray - The Zone of Interest – Jonathan Glazer; basedo no romance de Martin Amis |
| Melhor Filme de Animação Kimitachi wa Dō Ikiru ka – Hayao Miyazaki e Toshio Suzuki - Elemental – Peter Sohn e Denise Ream - Nimona – Nick Bruno, Troy Quane, Karen Ryan e Julie Zackary - Robot Dreams – Pablo Berger, Ibon Cormenzana, Ignasi Estapé e Sandra Tapia Díaz - Spider-Man: Across the Spider-Verse – Kemp Powers, Justin K. Thompson, Phil Lord, Christopher Miller e Amy Pascal | Melhor Filme Internacional The Zone of Interest ( Reino Unido) – Jonathan Glazer - Io capitano ( Itália) – Matteo Garrone - Perfect Days ( Japão) – Wim Wenders - La sociedad de la nieve ( Espanha) – J. A. Bayona - Das Lehrerzimmer ( Alemanha) – İlker Çatak |
| Melhor Documentário em Longa-metragem 20 dniv u Mariupoli – Mstyslav Chernov, Michelle Mizner e Raney Aronson-Rath - Bobi Wine: The People's President – Moses Bwayo, Christopher Sharp e John Battsek - La memoria infinita – Maite Alberdi, Juan de Dios Larraín, Pablo Larraín e Rocio Jadue - Les Filles d'Olfa – Kaouther Ben Hania e Nadim Cheikhrouha - To Kill a Tiger – Nisha Pahuja, Cornelia Principe e David Oppenheim | Melhor Documentário em Curta-metragem The Last Repair Shop – Ben Proudfoot e Kris Bowers - The ABCs of Book Banning – Sheila Nevins e Trish Adlesic - The Barber of Little Rock – John Hoffman e Christine Turner - Island in Between – S. Leo Chiang e Jean Tsien - Nǎi Nai & Wài Pó – Sean Wang e Sam Davis |
| Melhor Curta-metragem The Wonderful Story of Henry Sugar – Wes Anderson e Steven M. Rales - The After – Misan Harriman e Nicky Bentham - Invincible – Vincent René-Lortie e Samuel Caron - Ridder Lykke – Lasse Lyskjær Noer e Christian Norlyk - Red, White and Blue – Nazrin Choudhury e Sara McFarlane | Melhor Animação em Curta-metragem War Is Over! – Dave Mullins e Brad Booker - Letter to a Pig – Tal Kantor e Amit R. Gicelter - Ninety-Five Senses – Jerusha Hess e Jared Hess - Our Uniform – Yegane Moghaddam - Pachyderme – Stéphanie Clément e Marc Rius |
| Melhor Banda/Trilha Sonora Oppenheimer – Ludwig Göransson - American Fiction – Laura Karpman - Indiana Jones and the Dial of Destiny – John Williams - Killers of the Flower Moon – Robbie Robertson † - Poor Things – Jerskin Fendrix | Melhor Canção Original "What Was I Made For?" de Barbie – Billie Eilish e Finneas O'Connell - "The Fire Inside" de Flamin' Hot – Diane Warren - "I'm Just Ken" de Barbie – Mark Ronson e Andrew Wyatt - "It Never Went Away" de American Symphony – Jon Batiste e Dan Wilson - "Wahzhazhe (A Song for My People)" de Killers of the Flower Moon – Scott George |
| Melhor Som The Zone of Interest – Johnnie Burn e Tarn Willers - The Creator – Ian Voigt, Erik Aadahl, Ethan Van der Ryn, Tom Ozanich e Dean A. Zupancic - Maestro – Richard King, Steve A. Morrow, Tom Ozanich, Jason Ruder e Dean A. Zupancic - Mission: Impossible – Dead Reckoning Part One – Chris Munro, James H. Mather, Chris Burdon e Mark Taylor - Oppenheimer – Willie D. Burton, Richard King, Kevin O'Connell, e Gary Rizzo | Melhor Design de Produção Poor Things – James Price, Shona Heath e Zsuzsa Mihalek - Barbie – Sarah Greenwood e Katie Spencer - Killers of the Flower Moon – Jack Fisk e Adam Willis - Napoleon – Arthur Max e Elli Griff - Oppenheimer – Ruth De Jong e Claire Kaufman |
| Melhor Cinematografia/Fotografia Oppenheimer – Hoyte van Hoytema - El Conde – Edward Lachman - Killers of the Flower Moon – Rodrigo Prieto - Maestro – Matthew Libatique - Poor Things – Robbie Ryan | Melhor Maquiagem/Maquilhagem e Penteados Poor Things – Nadia Stacey, Mark Coulier e Josh Weston - Golda – Karen Hartley Thomas, Suzi Battersby e Ashra Kelly-Blue - Maestro – Kazu Hiro, Kay Georgiou e Lori McCoy-Bell - Oppenheimer – Luisa Abel - La sociedad de la nieve – Ana López-Puigcerver, David Martí e Montse Ribé |
| Melhor Figurino/Guarda-Roupa Poor Things – Holly Waddington - Barbie – Jacqueline Durran - Killers of the Flower Moon – Jacqueline West - Napoleon – Janty Yates e Dave Crossman - Oppenheimer – Ellen Mirojnick | Melhor Edição/Montagem Oppenheimer – Jennifer Lame - Anatomie d'une chute – Laurent Sénéchal - The Holdovers – Kevin Tent - Killers of the Flower Moon – Thelma Schoonmaker - Poor Things – Yorgos Mavropsaridis |
| Melhores Efeitos Visuais Godzilla Minus One – Takashi Yamazaki, Kiyoko Shibuya, Masaki Takahashi e Tatsuji Nojima - The Creator – Jay Cooper, Ian Comley, Andrew Roberts e Neil Corbould - Guardians of the Galaxy Vol. 3 – Stephane Ceretti, Alexis Wajsbrot, Guy Williams e Theo Bialek - Mission: Impossible – Dead Reckoning Part One – Alex Wuttke, Simone Coco, Jeff Sutherland e Neil Corbould - Napoleon – Charley Henley, Luc-Ewen Martin-Fenouillet, Simone Coco e Neil Corbould | |

### Governors Awards
Em 26 de junho de 2023, a Academia anunciou seus vencedores da 14.ª cerimônia anual do Governors Awards, que foi realizada em 9 de janeiro de 2024, durante a qual foram apresentados os seguintes prêmios:

#### Oscar Honorário
- Angela Bassett – "Ao longo de sua carreira de décadas, Angela Bassett continuou a realizar performances transcendentes que estabelecem novos padrões de atuação".
- Mel Brooks – "Mel Brooks ilumina nossos corações com seu humor, e seu legado teve um impacto duradouro em todas as facetas do entretenimento".
- Carol Littleton – "A carreira de edição de filmes de Carol Littleton serve de modelo para aqueles que virão depois dela".

#### Prêmio Humanitário Jean Hersholt
- Michelle Satter – "Um pilar da comunidade do cinema independente, Michelle Satter desempenhou um papel vital nas carreiras de inúmeros cineastas em todo o mundo".

### Filmes com mais indicações e prêmios
| Indicações | Filme                                         |
| ---------- | --------------------------------------------- |
| 13         | Oppenheimer                                   |
| 11         | Poor Things                                   |
| 10         | Killers of the Flower Moon                    |
| 8          | Barbie                                        |
| 7          | Maestro                                       |
| 5          | American Fiction                              |
| 5          | Anatomie d'une chute                          |
| 5          | The Holdovers                                 |
| 5          | The Zone of Interest                          |
| 3          | Napoleon                                      |
| 2          | The Creator                                   |
| 2          | Mission: Impossible – Dead Reckoning Part One |
| 2          | Nyad                                          |
| 2          | Past Lives                                    |
| 2          | La sociedad de la nieve                       |

| Prêmios | Filme                |
| ------- | -------------------- |
| 7       | Oppenheimer          |
| 4       | Poor Things          |
| 2       | The Zone of Interest |

## Apresentadores e interpretações musicais
Durante a cerimônia, personalidades da indústria cinematográfica foram convidadas para apresentar as categorias e interpretar entre as condecorações.
| Nome(s)                                                                      | Papel |
| ---------------------------------------------------------------------------- | --- |
| David Alan Grier                                                             | Atuou como locutor do Oscar 2024                                                                         |
| Jamie Lee Curtis Regina King Rita Moreno Lupita Nyong'o Mary Steenburgen     | Apresentaram o prêmio de Melhor Atriz Coadjuvante                                                        |
| Chris Hemsworth Anya Taylor-Joy                                              | Apresentaram os prêmios de Melhor Animação em Curta-metragem e Melhor Filme de Animação                  |
| Melissa McCarthy Octavia Spencer                                             | Apresentaram os prêmios de Melhor Roteiro Original e Melhor Roteiro Adaptado                             |
| Michael Keaton Catherine O'Hara                                              | Apresentaram os prêmios de Melhor Maquiagem e Penteados e Melhor Design de Produção                      |
| John Cena                                                                    | Apresentou o prêmio de Melhor Figurino                                                                   |
| Bad Bunny Dwayne Johnson                                                     | Apresentaram o prêmio de Melhor Filme Internacional                                                      |
| Emily Blunt Ryan Gosling                                                     | Homenagearam a todos os dublês da história do cinema                                                     |
| Mahershala Ali Ke Huy Quan Tim Robbins Sam Rockwell Christoph Waltz          | Apresentaram o prêmio de Melhor Ator Coadjuvante                                                         |
| Danny DeVito Arnold Schwarzenegger                                           | Apresentaram os prêmios de Melhores Efeitos Visuais e Melhor Edição                                      |
| America Ferrera Kate McKinnon                                                | Apresentaram os prêmios de Melhor Documentário de Curta-metragem e Melhor Documentário de Longa-metragem |
| Zendaya                                                                      | Apresentou o prêmio de Melhor Fotografia                                                                 |
| Issa Rae Ramy Youssef                                                        | Apresentaram o prêmio de Melhor Curta-Metragem em Live Action                                            |
| John Mulaney                                                                 | Apresentou o prêmio de Melhor Som                                                                        |
| Cynthia Erivo Ariana Grande                                                  | Apresentaram os prêmios de Melhor Trilha Sonora Original e Melhor Canção Original                        |
| Nicolas Cage Brendan Fraser Ben Kingsley Matthew McConaughey Forest Whitaker | Apresentaram o prêmio de Melhor Ator                                                                     |
| Steven Spielberg                                                             | Apresentou o prêmio de Melhor Diretor                                                                    |
| Sally Field Jessica Lange Jennifer Lawrence Charlize Theron Michelle Yeoh    | Apresentaram o prêmio de Melhor Atriz                                                                    |
| Al Pacino                                                                    | Apresentou o prêmio de Melhor Filme                                                                      |

| Nome                                                                                                 | Papel             | Trabalho                                                         |
| --- | ----------------- | ---------------------------------------------------------------- |
| Rickey Minor                                                                                         | Diretor de música | Dirigiu a orquestra                                              |
| Billie Eilish Finneas O'Connell                                                                      | Intérpretes       | "What Was I Made For?" de Barbie                                 |
| Scott George Cantores e dançarinos osage                                                             | Intérpretes       | "Wahzhazhe (A Song for My People)" de Killers of the Flower Moon |
| Jon Batiste                                                                                          | Intérprete        | "It Never Went Away" de American Symphony                        |
| Becky G                                                                                              | Intérprete        | "The Fire Inside" de Flamin' Hot                                 |
| Ryan Gosling Mark Ronson Simu Liu Scott Evans Ncuti Gatwa Kingsley Ben-Adir Slash Wolfgang Van Halen | Intérpretes       | "I'm Just Ken" de Barbie                                         |
| Andrea Bocelli Matteo Bocelli                                                                        | Intérpretes       | "Con te Partirò" durante a homenagem anual In Memoriam           |

## In Memoriam
As seguintes pessoas que faleceram foram homenageadas no segmento "In Memoriam".
- Alexei Navalny – ativista
- Michael Gambon – ator
- Norman Jewison – diretor, produtor
- Harry Belafonte – ator, cantor, produtor, ativista
- Diana Giorgiutti – produtor de efeitos visuais
- Alan Arkin – ator, diretor
- Nitin Chandrakant Desai – designer de produção
- Bo Goldman – roteirista
- Norman Reynolds – designer de produção, diretor de arte
- Julian Sands – ator
- Mark Gustafson – diretor
- Andre Braugher – ator
- Chita Rivera – atriz, dançarina
- Tom Wilkinson – ator
- Glynis Johns – atriz
- Jane Birkin – atriz, cantora
- Paul Reubens – ator, comediante, roteirista
- Piper Laurie – atriz
- Richard Roundtree – ator
- Ryan O'Neal – ator
- Cynthia Weil – compositor
- Bill Lee – compositor
- Ryuichi Sakamoto – compositor, músico, ator
- Robbie Robertson – compositor, músico, ator
- Dewitt L. Sage – produtor, diretor, documentarista
- Hengameh Panahi – agente de vendas, produtor
- Michael Latt – consultor de marketing, ativista
- Margaret Riley – gerente, produtor
- Nancy Buirski – diretor, roteirista, produtor
- Sue Marx – produtor
- Peter Berkos – editor de som
- Osvaldo Desideri – decorador de cenários
- Joanna Merlin – atriz, diretora de elenco
- Erik Lomis – executivo de distribuição
- Glenn Farr – editor de filmes
- Robert M. Young – diretor, produtor
- Leon Ichaso – diretor, roteirista
- Greg Morrison – executivo de marketing
- Jake Bloom – advogado de entretenimento
- Matthew Perry – ator
- John Bailey – diretor de fotografia, ex-presidente da Academia
- Richard Lewis – ator, comediante
- Edward Marks – supervisor de figurino
- John Refoua – editor de filmes
- Lawrence Turman – produtor
- Lee Sun-kyun – ator
- Arthur Schmidt – editor de filmes
- Bill Butler – cinematógrafo
- Carl Weathers – ator
- William Friedkin – diretor, roteirista, produtor
- Glenda Jackson – atriz, política
- Tina Turner – cantora, atriz

No final do segmento, uma colagem de nomes adicionais apareceu na tela principal do teatro: Kenneth Anger, Norma Barzman, Léa Garcia, Jenne Casarotto, Jamie Christopher, Terence Davies, Carl Davis, Arlene Donovan, Peter Werner, Daniel Goldberg, Elisha Birnbaum, Ross McDonnell, Nancy Green-Keyes, Shecky Greene, Matthew A. Sweeney, Gary O. Martin, William F. Matthews, John Hamlin, Mo Henry, Barry Humphries, Ron Cephas Jones, Robert Klane, Daniel Langlois, Norman Lear, Michael Lerner, Lance Reddick, Jess Search, Tom Smothers, Suzanne Somers, David McCallum, Cormac McCarthy, Ernst F. Goldschmidt, Norman Steinberg, Frances Sternhagen, Ray Stevenson, Don Murray, Sinéad O'Connor, Conrad Palmisano, Cilia van Dijk, Steven Weisberg, Frederic Forrest, George Maharis, Paolo Taviani, Kevin Turen, Paxton Whitehead, Treat Williams, Ian Wingrove e Burt Young. A imagem da homenagem a Osvaldo Desideri foi erroneamente a de Ferdinando Scarfiotti, que ganhou o mesmo prêmio por The Last Emperor.

## Informações da cerimônia

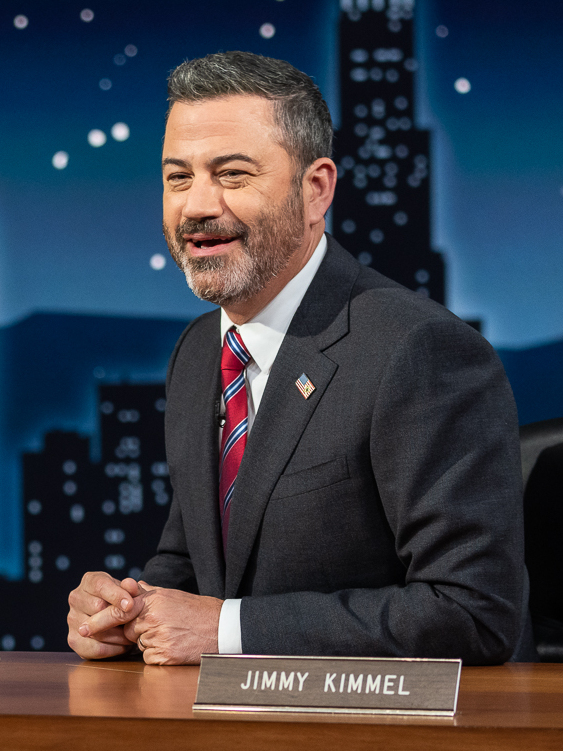
Jimmy Kimmel, apresentador do Oscar 2024.

A 96.ª edição do Oscar aconteceu em 10 de março de 2024, data anunciada pela Academia de Artes e Ciências Cinematográficas (AMPAS) e pela ABC. Este foi o terceiro ano consecutivo em que a cerimônia aconteceu em março, depois de registrar aumentos constantes na audiência nos últimos dois anos.
Em outubro de 2023, foi anunciado que a cerimônia seria produzida por Raj Kapoor e Katy Mullan, com Hamish Hamilton selecionado como diretor. No mês seguinte, foi confirmado que o comediante Jimmy Kimmel iria apresentar a cerimônia pela quarta vez, depois de o ter feito em 2017, 2018 e 2023.
Em 30 de novembro de 2023, a ABC e a Academia anunciaram que a cerimônia seria adiada em uma hora, para começar às 19h00 ET, permitindo meia hora no horário nobre para um novo episódio de Abbott Elementary como introdução. Com esta mudança, o pré-show seria reduzido para uma única meia hora.
Em 21 de dezembro de 2023, em uma votação preliminar, foram anunciados os pré-finalistas (pertencentes a 10 categorias gerais) que iriam concorrer à indicação final em suas respectivas categorias.

### Novas regras
Em 1 de maio de 2023, a Academia revelou novas regras e regulamentos para o Oscar 2024. Entre as mudanças estão esclarecimentos sobre as campanhas, tema que ganhou destaque na edição anterior com a campanha de Andrea Riseborough, que lhe rendeu a indicação ao prêmio de Melhor Atriz (embora a Academia tenha iniciado uma investigação sobre a campanha tática, vários atores e diretores veio em defesa de Riseborough, argumentando que, por vários anos, tem sido comum os produtores convidarem os eleitores para jantares e enviarem presentes pré-premiação; então a atriz manteve sua indicação). As regras da AMPAS agora reconheceem oficialmente eventos privados e reuniões de membros (como os eventos que membros individuais do ramo de atuação tiveram ao exibir o filme de Riseborough, To Leslie, para outros amigos que, por acaso, eram votantes do Oscar). No entanto, a AMPAS não os reconhecerão como eventos oficiais FYC (For Your Consideration), portanto, as empresas estão proibidas de financiá-los, organizá-los ou endossá-los.
A Academia também esclareceu as regras sobre o uso das redes sociais, outro método da campanha popular de Riseborough que gerou polêmica. A partir de agora, os membros podem usar as redes sociais, mas não para discutir preferências de voto, decisões, estratégias ou requisitos de elegibilidade. Outras mudanças feitas incluem a expansão de violações e penalidades, incluindo o processo de revisão de empresas de cinema e indivíduos em relação à conduta, bem como o estabelecimento de um processo para relatar preocupações e reclamações.
Em novo comunicado, a Academia anunciou que os eleitores não poderão mais falar com a mídia de forma anônima sobre suas eleições e votos, prática bastante comum nos dias que antecederam a cerimônia. A partir deste ano, os estúdios só poderão fazer quatro exibições oficiais para os eleitores antes da indicação. No entanto, um número ilimitado de sessões de perguntas e respostas, bem como painéis de discussão, serão permitidos durante a temporada de votação, desde que não haja um "anfitrião" associado ao evento.
A Academia também mudou as regras relativas à categoria de longa-metragem internacional ao estipular que as comissões de seleção que submetem um filme ao Oscar devem ser compostas por pelo menos 50% de cineastas (artistas e/ou artesãos) do país em questão.
Por outro lado, a Academia anunciou que os requisitos das Normas de Inclusão, anunciadas em setembro 2020, entrarão em vigor oficial e estritamente em 2024, de modo que para ser elegível à categoria de Melhor Filme, um elenco deve incluir grupos raciais ou étnicos subrepresentados, bem como a contratação de uma equipe de frente e de bastidores também composta por mulheres, pessoas pertencentes à comunidade LGBTQ+ ou com deficiência cognitiva e/ou física.

### Desempenho de bilheteria dos indicados para Melhor Filme
Quando as indicações foram anunciadas, os filmes indicados para Melhor Filme arrecadaram um faturamento bruto combinado de 1,09 bilhão de dólares nas bilheterias estadunidense e canadense da época. Barbie foi o filme de maior bilheteria entre os indicados para Melhor Filme, com 636 milhões de dólares em bilheteria nacional. Oppenheimer ficou em segundo lugar com 327 milhões de dólares. Os dois filmes, que compõem o fenômeno Barbenheimer, representaram 88% da bilheteria acumulada gerada pelos indicados para Melhor Filme antes de suas indicações. Oppenheimer se tornou o vencedor de melhor filme com maior bilheteria desde The Lord of the Rings: The Return of the King no Oscar 2004. Também se tornou o primeiro a arrecadar mais de 100 milhões de dólares de bilheteria nacional desde Argo no Oscar 2013.

### Presença lusófona
A Academia Brasileira de Cinema submeteu o filme Retratos Fantasmas, de Kleber Mendonça Filho, para a apreciação da Academia ao prêmio de Melhor Filme Internacional, enquanto que a Academia Portuguesa de Cinema submeteu Mal Viver, de João Canijo, porém, ambos os filmes ficaram de fora da lista final dos quinze pré-indicados na categoria.
Apesar disso, o curta-metragem em live-action português "Um Caroço de Abacate" (em inglês, "An Avocado Pit"), de Ary Zara, foi pré-indicado entre os 15 melhores do ano. Porém, o curta acabou por ficar de fora da lista final dos indicados à premiação.